# Posições no futebol
As posições no futebol designam os jogadores a realizar uma determinada função no campo, buscando explorar as suas principais características, normalmente associada ao esquema táctico utilizado, podendo se dividir em quatro posições base: goleiro (guarda-redes), defensor, meio-campista (médio), e atacante (avançado).
As posições nem sempre são fixas, podendo um jogador variar de posição conforme a partida e, até mesmo, exercer mais de uma posição em uma mesma partida.

## Goleiro ou guarda-redes
O goleiro (ou guarda-redes) é a posição mais defensiva do jogo. É o único jogador em campo que pode tocar a bola com as mãos e agarrá-la, desde que esteja dentro dos limites da "grande área". O seu objectivo é evitar os gols adversários. Deles são exigidos reflexos apurados e grande flexibilidade. Geralmente, os goleiros titulares recebem a camisa 1, enquanto os reservas vestem  a 12.

## Defensor
Os defensores se posicionam na frente do goleiro e atrás dos meio-campistas. Sua principal responsabilidade é dar apoio à equipe e evitar que o adversário marque um gol. Existem três subposições para esta função: 

### Defesa central ou zagueiro
A defesa-central (ou zagueiro) que dependendo da formação podem ser vários, ocupa a região da grande área defensiva. Grande parte dos zagueiros costumam ser altos, o que lhes permite cabecear as bolas alçadas contra a área. Contudo, centrais de baixa estatura e com boa técnica são frequentemente vistos em actuação. Nesta posição, costuma-se ver jogadores com grande força e resistência em detrimento das técnicas de drible, típicas de jogadores mais ofensivos, já que a sua função é primariamente a de bloquear as proximidades da grande área mesmo em frente ao gol.

### Lateral
Os laterais são jogadores que actuam pelas laterais do campo, esquerda ou direita, estabelecendo a ligação entre a defesa e o meio de campo. É uma das posições mais exigentes fisicamente no futebol moderno. Um lateral precisa ter grande velocidade e resistência excepcional, ser capaz de fornecer cruzamentos no campo e, em seguida, se defender efetivamente contra o ataque de um oponente nos flancos.
Com o surgimento da figura do ala, a posição de lateral passou a ser desvalorizada, com muitos laterais jogando também como alas, e vice-versa. Em 2016, a ESPN mostrou uma reportagem que demonstra que a lateral direita virou a posição mais desvalorizada do futebol mundial.

### Líbero
O líbero (do italiano, "livre") normalmente joga atrás da linha da defesa central. Sem a posse de bola, joga como um zagueiro e sua principal função é defender. Quando o time recupera a posse, tem liberdade para correr todo o campo, tendo como função auxiliar o time na armação das jogadas e não apenas defender.

## Meio-campista ou médio
A seguir à linha defensiva, temos o setor intermediário onde jogam os médios (ou meio-campistas).

### Meia-central
São os jogadores da zona central do terreno de jogo, actuam tanto no ataque como na defesa, mas costumam ficar mais fixos no centro. Podem tanto ajudar bastante a defesa, como preparar o contra-ataque.

### Meia-defensivo, volante ou trinco
A posição do volante, trinco ou médio defensivo tem a missão de fazer a ligação entre a defesa e o ataque, é inserido ora no grupo defensivo, ora no grupo do meio-campo, já que faz a "ponte" entre ambos, participando ativamente em ambos papéis. Funciona como o responsável pela marcação dos meias de ligação do adversário, anulando as jogadas ofensivas contra sua equipe, e como um distribuidor do jogo de contra-ataque. Deve ser um jogador com boa capacidade de marcação mas com algumas qualidades ofensivas, para partir para o contra-ataque. No futebol brasileiro, a posição é dividida entre o primeiro e o segundo volante. O 1º volante é aquele jogador que fica mais "plantado" na frente da área, protegendo os centrais. Normalmente os técnicos utilizam o 1º volante para marcar o camisa 10 do adversário. Ele é o principal responsável pela marcação no meio-campo. O 2º volante é o responsável de fazer a saída de bola da equipe. Ele joga mais avançado que o 1º volante. Em algumas equipes, o 2º volante chega ao ataque para finalizar, como elemento surpresa. Ele tem as funções de marcação e armação das jogadas. Normalmente é um jogador de boa qualidade técnica. Ainda, aquele que ocupa a frente dos centrais (1º volante) é chamado cabeça de área podendo ser considerado como um central em caso de suspensão ou lesão de um deles.

### Meia-lateral ou ala
Os alas nada mais são do que os laterais da defesa transportado para o meio-campo, sendo portanto mais livre para atacar. Aparece geralmente em formações com três centrais. É muito similar ao lateral, e muitos laterais já jogam como alas, e vice-versa. O meio-campista lateral é comum na adopção de esquemas que se utilizam de uma linha de jogadores no meio, criado na Europa no início do século XX. Ligam pelos lados os defesas laterais e com o trinco, permitindo a progressão lateral do jogo rumo ao ataque. Assim, os médios-laterais percorrem frequentemente cerca de dois terços do campo e constituem uma peça fundamental do jogo ofensivo. Os meias-laterais costumam ser rápidos, ter uma forte arrancada (aceleração) e, também, bom drible, além de ter que realizar cruzamentos e remates a gol. São uma espécie de ala desempenhado por jogadores mais habilidosos, normalmente, capazes de desempenhar funções de ataque pelo meio-campo e sem ter grande técnica de marcação. No futebol moderno, é necessário que estes jogadores recuem no terreno para ajudar a defender.

### Meia-atacante, meia-ofensivo ou meia-armador
O meia-armador ou meia de ligação são considerados os jogadores mais importantes de uma equipe, já que são responsáveis pela criação de lances ofensivos das equipes. Geralmente, os jogadores desta posição recebem a camisa 10, mas, devido ao numeração fixa em alguns países, esta prática vem se dissipando. Diferencia-se dos médios defensivos por ter o costume de avançar sobre a defesa adversária. Tem como características gerais o passe, a habilidade com a bola, capacidade de driblar e, em alguns casos, um bom chute à distancia; esse é o médio atacante. Exemplos de grandes meia armadores: Rivellino, Zico, Zenon, etc. O meia-atacante divide entre criação e ataque com mais efetividade, uma vez que atuam mais próximos aos atacantes. Também costumam receber a camisa 10. Acredita-se que esta posição foi desenvolvida na Itália, onde recebe o nome de trequartista. Na Argentina, é conhecido como enganche. São representados nos esquemas táticos pelo "1", antes dos atacantes, como em 4-3-1-2, sendo assim chamado vulgarmente no Brasil também como o um. 

## Atacante ou avançado
Atacantes (ou avançados) são jogadores posicionados mais próximos do gol do time adversário. A principal responsabilidade dos atacantes é marcar gols e criar chances de gol para outros jogadores.

### Avançado lateral, extremo ou ponta
O avançado lateral, também conhecido por ponta, é o atacante que se movimenta mais, normalmente abrindo para as pontas do campo, para puxar a marcação ou para buscar o jogo no meio de campo, quando a marcação da defesa é mais forte. 
Também pode se manifestar na lateral e no centro do campo. Esta posição requer velocidade, drible e passes rápidos. Há o ponta direita e o ponta esquerda. Exemplos de grandes pontas: Sócrates e Garrincha.

### Centroavante
O centroavante (conhecido como "ponta de lança" em Portugal) é o jogador que recebe a função de finalizar as jogadas, isto é, marcar os gols. Este jogador costuma não se movimentar muito, ficando muitas vezes isolado no ataque com os centrais e guarda-redes adversários. As suas características de jogo são o chute, o cabeceio e a colocação dentro de área. Geralmente, este jogador recebe a camisa 9. Numa distribuição abrangente do jogo, a área de mobilidade ronda a meia-lua e "grande área" do adversário.

### Segundo atacante ou segundo avançado
Os segundo atacantes ou segundo avançados (também conhecido como "ponta de lança" no Brasil), são os atacantes que tipicamente manipulam e culminam a jogada. São os avançados que se movem pelo gramado, buscando possibilidades de penetrar à defesa. Tem como características a velocidade, o domínio de bola, o drible, o passe, a finalização e também o cruzamento, apesar de que em muitos casos, são raros os jogadores que dominam todos esses aspectos. Este é o atacante que, em algumas situações, pode voltar para ajudar na marcação. Um exemplo de jogador nesta posição foi o brasileiro Pelé na Copa do Mundo FIFA de 1970, que também contribuiu para popularizar a camisa 10 para jogadores desta posição.